# Въображаемото
Въображаемото е категория, една от трите наред със Символичното и Реалното, от психоанализата на Жак Лакан. Основата на Въображаемото е формирането на Аз-а в „Стадия на огледалото“. Когато аз-а е формиран чрез идентифицирането му с двойника или огледалния образ, „идентификацията“ е важен аспект от въображаемото. Според Лакан в социалните отношения винаги се вмъква нещо, което е изкуствено, тоест някаква проекция, която е въображаема.